# 蝙蝠侠：缄默
《蝙蝠侠：缄默》（英語：Batman: Hush）是一部由DC漫畫公司在2002至2003其間於《蝙蝠俠》連載的故事，故事作者是傑夫·洛布，由吉姆·李繪畫，史考特·威廉斯負責塗墨線，並且由亚历克斯·辛克莱上色。這個故事描述了一個神秘的跟蹤者名叫「緘默」，他似乎打算從遠處暗殺蝙蝠俠。故事中有許多客串角色，其中包含了大量的蝙蝠俠反派，還有多位蝙蝠家族的成員以及和蝙蝠俠的老戰友，超人。它還探索了蝙蝠俠和貓女之間的曖昧情愫。

## 情節

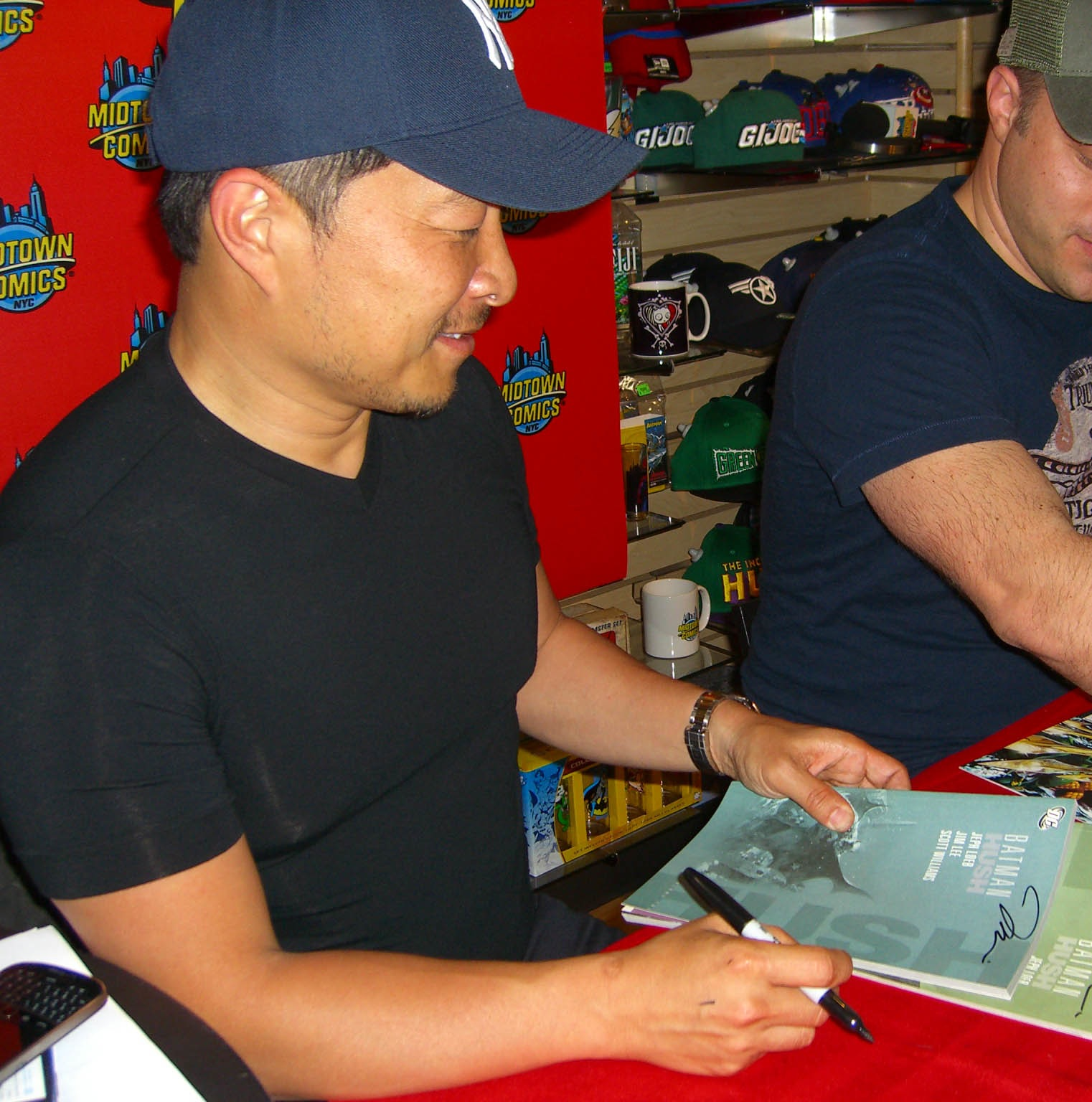
吉姆·李在该书签售会上

蝙蝠俠正忙於拯救一個被貝恩綁架的男孩，此時貓女便把贖金給偷走。正當蝙蝠俠在追逐貓女時，他的攀牆繩索被剪斷並摔到地面上，導致嚴重顱骨碎裂。他因此差點被一群罪犯所殺，幸好及時被獵女所救。蝙蝠俠的管家阿福遵循著主人的意思找來了布魯斯‧韋恩的兒時好友，湯馬斯‧艾略特，一位知名的腦科手術醫生。艾略特醫生移除了布魯斯大腦裡的碎骨。蝙蝠俠開始慢慢康復並發現是毒藤女利用貓女來偷贖金，貓女將贖金交毒藤女之後，毒藤女將其全數占為己有。貓女對於毒藤女控制了她這點感到非常憤怒，蝙蝠俠出現並拯救了貓女，自此開始了兩人的曖昧情愫。他最後選擇相信貓女並向其揭開了自己的真實身分。蝙蝠俠故意讓殺手鱷從阿卡漢精神病院逃跑，以便跟蹤。蝙蝠俠跟蹤著殺手鱷到了毒藤女的一處廢棄溫室，不過就在蝙蝠俠想要再進一步審問殺手鱷時，殺手鱷便被逮捕。
蝙蝠俠跟貓女為了追尋毒藤女便循著線索到了大都會。此時，他們發現超人已經被毒藤女所控制，並且命令鋼鐵英雄殺死蝙蝠俠。然而，蝙蝠俠感覺到超人在攻擊時彷彿有放水，便發現其實超人的潛意識正在反抗毒藤女的影響。蝙蝠俠運用了包含閃光彈、超音波、電擊、以及一個由超人自己託付的氪石戒指等多樣裝備來對付超人。就在蝙蝠俠拖延超人的同時，貓女讓露薏絲·蓮恩從星球日報大樓墜樓。此舉讓超人掙脫了毒藤女的控制，並拯救了露易絲，後超人和蝙蝠俠抓住了毒藤女〈超人的狗也有幫忙〉。
回到高譚市後，布魯斯‧韋恩、瑟琳娜‧凱爾、萊絲莉‧湯普金斯、以及艾略特醫生去欣賞了歌劇「丑角」，在演出中哈莉·奎茵出現並試圖洗劫在場所有觀眾的財物，在緊接著發生的蝙蝠俠與哈莉·奎茵的追逐中，艾略特醫生很不幸的被小丑射殺。憤怒的蝙蝠俠試圖徒手將小丑“打死”，蝙蝠俠甚至打昏了試圖阻止他的貓女。但在前任警察局局長詹姆斯·高登 出現並意思性的打傷了蝙蝠俠的肩膀後，蝙蝠俠便停手了。
迪克·格雷森為了參加艾略特醫生的喪禮而回到了高譚市。蝙蝠俠告訴迪克他懷疑在他所有敵人最近的異常行為背後一定有人在指使。暗地裡，在所有的犯罪現場都出現過一個面容被繃帶禪注的神祕男子的身影，這個人似乎在精心策畫著整起事件，而這個人被稱為緘默。
在阻止了謎語人的運鈔車搶案後，夜翼和蝙蝠俠發現了一些證據指出忍者大師也參與了蝙蝠俠所發現的大佈局。蝙蝠俠便綁架了忍者大師的女兒塔莉亞·奧·古，他留下貓女來看管塔莉亞，自己便動身去找尋忍者大師的下落。忍者大師曾告訴蝙蝠俠，他有一個舊識曾經使用過其中一個再生池。貓女在看管塔莉亞時，被來拯救塔莉亞的西瓦女士打敗，但是塔莉亞卻打暈西瓦女士並幫助貓女恢復意識，之後塔莉亞去見了蝙蝠俠並解釋發生了什麼事。回到高譚市後，蝙蝠俠碰見了被幻覺糾纏的獵女正在攻擊貓女。蝙蝠俠擊暈獵女之後，找到了讓獵女出現幻覺的始作俑者稻草人。蝙蝠俠在墓園中擊敗稻草人後，發現了現任羅賓蒂姆·德雷克正被本應在之前的事件「家族之死」中死亡的二代羅賓傑森·托特挾持。在跟傑森纏鬥中，發現了其實是泥面人在假扮傑森
蝙蝠俠更發現了一個在他電腦裡的裝置，這個線索讓他找到了自己的老朋友〈同時也是他所相信的技工〉哈洛。蝙蝠俠在夜晚時和從「無人之地」故事開始便失蹤了的哈洛會面。哈洛承認了那個神祕裝置是在某人答應將他的病治好的條件下裝的交換條件。但是哈洛還來不及說出幕後主謀的身分便被緘默所射殺。原來湯馬斯‧艾略特就是扣下扳機的人，也就是緘默在繃帶下的真面目。〈後來也揭露出被小丑“射殺”的艾略特其實是泥面人假扮的〉艾略特自從蝙蝠俠的父親，湯馬斯‧韋恩醫生在艾略特的母親發生的一場車禍後救活了她後便一直對韋恩家族抱持著恨意；艾略特是故意破壞他家人的車子好讓他能夠繼承財產，並將布魯斯的父親視為破壞他計畫的人。在激烈的纏鬥中，艾略特被重生後的哈維‧丹特所槍擊並墜入河中，讓蝙蝠俠失去了能夠揭開緘默臉上繃帶的機會。〈只能夠猜測這個是真正的艾略特〉緘默的遺體也一直沒被找到。
在故事的尾聲，蝙蝠俠發現一切事件的主謀其實是謎語人。他用了再生池治癒了自己的癌症，而在他在再生池中的段時間，他推敲出蝙蝠俠的真實身分就是布魯斯‧韋恩。在第一次與艾略特接觸並提供一個能夠治療他母親癌症的辦法〈再生池〉後，謎語人決定跟艾略特結盟對付布魯斯‧韋恩。謎語人是唯一一個在整篇故事中蝙蝠俠不認為行為反常的反派；蝙蝠俠所阻止的那起運鈔車搶案完全符合謎語人的行事風格。謎語人甚至告訴蝙蝠俠，他跟艾略特稱呼整個詭計的劇本為「緘默」。他也告訴蝙蝠俠他知道其真實身分就是布魯斯‧韋恩。但是，蝙蝠俠卻不以為意，因為一個大家都知道答案的謎語對謎語人來說一點價值都沒有，他還更進一步威脅謎語人，他會告訴忍者大師是誰偷用了再生池，然後忍者大師就會派整個刺客聯盟追殺他。
另一個困擾著黑暗騎士的謎題就是，雖然在墓園跟蝙蝠俠打鬥的傑森是由泥面人假扮的，不過真正的傑森的遺體確不見了。謎語人甚至嘲笑蝙蝠俠沒辦法拯救傑森的這件事情，並且拒絕透露傑森的遺體究竟在哪裡，刺激蝙蝠俠打昏了謎語人。
在故事的最後，蝙蝠俠跟貓女會面。他持續在懷疑貓女是否是謎語人的共犯。在貓女試著讓他冷靜的時候，她還來不及吻他之前，她卻說了一聲「安靜」〈HUSH同時有安靜和緘默的意思〉。此舉激怒了蝙蝠俠，這使得蝙蝠俠不得不結束兩人的關係。在離開前，貓女說她不在乎他們之間的關係是否是因為自己被毒藤女下咒才開始的，兩人能在一起是因為兩人很契合，而且總有一天蝙蝠俠也會了解到這一點。蝙蝠俠也認為或許在未來的“某天”兩人能夠在一起。
在連載的發行成功之後，吉姆和洛布原本打算繼續出版另外6個番外篇，但這項計畫並沒有實現。緘默的故事現在正由AJ利伯曼繼續連載，而這篇故事將於蝙蝠俠: 高譚騎士繼續接續其主軸發展。
劇情元素包含了傑森‧托特在蝙蝠俠其他篇章中的復活橋段。在紅頭罩之下，劇情也揭露了當時在墓園中，和蝙蝠俠交手的確實是傑森‧托特，並在之後與泥面人轉換身分。托特現在成了充滿暴戾之氣的義警，名叫紅頭罩。
而蝙蝠俠也開始懷疑，與他交手，並從那時起開始跟蹤自己的人，就是傑森‧陶德。這個將會在烏鴉展翅的篇章中證實，傑森的面具會在蝙蝠車裡被找到。在綁架小丑，並被蝙蝠俠發現真面目後，他不僅成為了他的盟友與高譚市的棘手人物，並且也和少年泰坦、局外人和綠箭俠開始作對。與此同時，黑暗騎士也盡全力想接近傑森，彌補自己過去所犯下的錯。在無限危機之中，謎語人昏迷了一整年，也喪失了蝙蝠俠真實身分的這段記憶。
緘默的故事為由保羅‧狄尼和達斯汀阮那大受歡迎的故事緘默之心的續集，在緘默之心中，緘默透過外科手術將自己的整容和蝙蝠俠一樣，以竊取蝙蝠俠的真實身分，並利用貓女來報復。這篇章因為將故事背景變得更為精彩，並將緘默這個角色回歸為一個極大的威脅而大受稱讚。而緘默這篇故事的原著是DC漫畫公司出版的第846和867集。

## 出版歷史
緘默是由DC漫畫公司，從蝙蝠俠系列中的第608至619集所推出的月刊漫畫。在2002年的10月，第一篇章所賣出的113,061本的預購銷量就使之就成為了300部漫畫中的冠軍。之後便被收錄到兩種版本，精裝和簡裝，後來又在2005年收錄到超級蝙蝠俠中: 緘默的精裝書套。DC漫畫公司在2009年8月發行了緘默的合集。精裝版中收錄了吉姆·李的全素描繪畫，叫做蝙蝠俠-緘默的真相豪華版，在2011年2月22日正式發行。

## Collected editions
The entire storyline has been collected in two volumes and later into one volume.
- Batman: Hush (320 pages, paperback, August 2009, ISBN 1-4012-2317-6; unwrapped deluxe hardcover, July 2011, ISBN 1-4012-2992-1; 372 pages, absolute edition hardcover（英语：DC Comics Absolute Edition）, December 2011, ISBN 1-4012-0426-0)
  - Batman: Hush Volume One (collects Batman（英语：Batman (comic book)） vol. 1 #608–612 and a story from Wizard magazine（英语：Wizard (magazine)） #0, 128 pages, paperback, August 2004, ISBN 1-4012-0060-5)
  - Batman: Hush Volume Two (collects Batman vol. 1 #613–619, 192 pages, paperback, November 2004, ISBN 1-4012-0092-3)

## 其他媒體

### 動畫電影
- 《蝙蝠俠：緘默》（2019）